# Alisa i Bob
Imena Alisa i Bob su najčešće korišćenja za učesnike u nekom protokolu u oblastima kao što su kriptografija i fizika. Na primer, lakše je razumeti protokol ukoliko se kaže: „Alisa šalje poruku Bobu kriptovanu njegovim javnim ključem“ nego „Strana A šalje poruku strani B kriptovanu javnim ključem strane B“.
Prateći slova engleskog alfabeta, određena imena su dobila uloge u oblastima u kojima se koriste i na taj način olakšavaju razumevanje tehničkih pojmova u kojima se koriste.
U tipičnoj implementaciji ovih protokola, razumljivo je da radnje pripisane Alisi i Bobu ne moraju uvek da se izvedu od strane ljudskog bića, već njihovu ulogu preuzima neki automatski agent (npr. računarski program).

## Spoljašnje veze
- Metod za dobijanje digitalnog potpisa i javnog ključa kriptosistema Архивирано на веб-сајту  (17. децембар 2008)
- John Gordon (1984). „Extract from the Alice and Bob After-Dinner Speech”. Архивирано из оригинала 31. 07. 2010. г. Приступљено 30. 03. 2010.